# Neomochtherus exilis
Neomochtherus exilis är en tvåvingeart som beskrevs av Tsacas 1969. Neomochtherus exilis ingår i släktet Neomochtherus och familjen rovflugor.
Artens utbredningsområde är Kongo. Inga underarter finns listade i Catalogue of Life.